# Acadèmia de les Arts i Tècniques del Cinema de França
L'Acadèmia de les Arts i Tècniques del Cinema de França (Académie des Arts et Techniques du Cinéma en la versió oficial), és una organització francesa creada al 1975 a iniciativa de Georges Cravenne, i l'objectiu de la qual és agrupar els diferents col·lectius de treballadors del cinema (actors, directors, guionistes, tècnics, etc...), i que aquests amb els seus vots concedeixin els Premis César, a les millors produccions cinematogràfiques de l'any anterior al de la concessió, «per fomentar la creació cinematogràfica i captar l'atenció del públic».
L'Acadèmia està regida per l'Associació per la Promoció del Cinema (en francès, Association pour la Promotion du Cinéma, APC), al seu torn regida per la llei de 1º de juliol de 1901, i que té com objectiu «promoure, entre el més ampli públic, la creació i indústria cinematogràfica, en tota la diversitat dels seus gèneres i la seva estètica».

## Administració
L'Acadèmia està regida per l'APC, que determina el seu funcionament, l'admissió tant dels seus membres com de les persones i obres presentades als premis i fins i tot el nombre d'aquests premis.
Els membres de l'Associació són escollits pel vot de tots els membres de l'Académia i representen les diferentes branques professionals del cinema, tant de la realització, com de la producció, distribució o exhibició.
Aquests membres de l'Associació, reunits en Asasemblea, escolliràn una Junta Directiva (Bureau de l'Association), formada per president, vicepresident i deu vocals, que administrarà l'Associació.

## Presidents de l'Acadèmia
Font: Pàgina oficial de l'Acadèmia. (francès) 
- Robert Enrico, de 1976 a 1986;
- Jeanne Moreau, de 1986 a 1988;
- Alexandre Mnouchkine, de 1988 a 1990;
- Jean-Loup Dabadie, de 1990 a 1992;
- Daniel Toscan du Plantier, de 1992 a 2003;
- Alain Terzian de 2003 a 2020;
- Margaret Menegoz de febrer a setembre de 2020;
- Véronique Cayla, de 2020 a 2024;
- Patrick Sobelman des de juliol del 2024.

## Activitats
A més a més dels Premis César, l'Associació organitza diverses activitats, sempre relacionades amb el cinema i la seva promoció. Per exemple, a finals d'any un comitè format per directors de càsting escull un grup de joves actors com a Revelacions de l'any (Les Révélations).
Un altre exemple son les Nuits en Or des César (Nits daurades), gira dels millors curts sorgits dels César i d'altres premis similars, amb projeccions populars i gratuites a tota França.